# Andrés Martínez Trueba

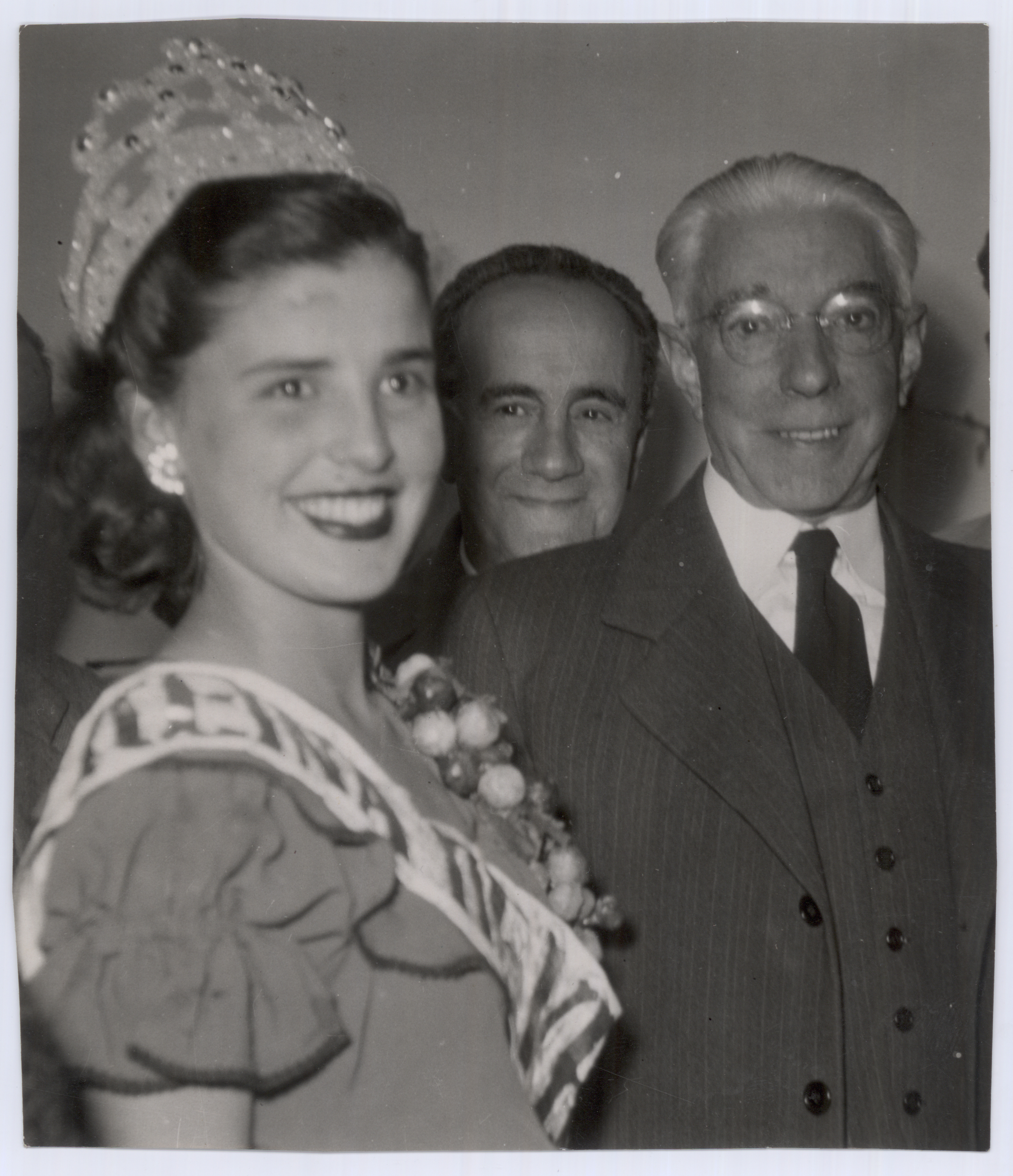
Andrés Martínez Trueba (1951)

Andrés Martínez Trueba (* 11. Februar 1884 in Montevideo; † 19. Dezember 1959 ebenda) war ein uruguayischer Chemiker und Politiker der Partido Colorado. Vom 1. März 1951 bis zum 1. März 1952 war er Präsident Uruguays. Danach war er vom 1. März 1952 bis zum 1. März 1955 der erste Vorsitzende des Consejo Nacional de Gobierno (Nationalrat).
Andrés Martínez Trueba studierte Chemie an der Universidad de la República. Martínez Trueba war Bürgermeister von Montevideo. In den Jahren 1932 und 1943 bis 1946 war Martínez Trueba Präsident der Banco Hipotecario del Uruguay. Bei den Präsidentschafts- und Parlamentswahlen von 1950 konnte sich Andrés Martínez Trueba durchsetzen.
Er wurde somit der 26. verfassungsmäßige Präsident von Uruguay. 1952 wurde durch eine per Referendum bestätigte Verfassungsänderung das Präsidentenamt abgeschafft und die Regierungsgewalt an einen aus neun Mitgliedern bestehenden Nationalrat (den Consejo Nacional de Gobierno) übertragen, wobei Trueba der erste Vorsitzende des Rates wurde.

## Auszeichnungen (Auswahl)
- 1954: Sonderstufe des Großkreuzes des Verdienstordens der Bundesrepublik Deutschland